# Ґрабово (Староґардський повіт)
Ґрабово (пол. Grabowo, нім. Grabau) — село в Польщі, у гміні Бобово Староґардського повіту Поморського воєводства.
Населення — 485 осіб (2011).
У 1975-1998 роках село належало до Гданського воєводства.

## Демографія
Демографічна структура станом на 31 березня 2011 року:
|          | Загалом | Допрацездатний вік | Працездатний вік | Постпрацездатний вік |
| -------- | ------- | ------------------ | ---------------- | -------------------- |
| Чоловіки | 255     | 71                 | 162              | 22                   |
| Жінки    | 230     | 54                 | 134              | 42                   |
| Разом    | 485     | 125                | 296              | 64                   |